# Nzinda
Nzinda est une commune de la ville de Kikwit en république démocratique du Congo.

## Quartiers
La commune est divisée en 5 quartiers : Lumbi, Ndeke-Zulu, Kimwanga, Sankuru, Bruxelles.